# Vojna krajina (NDH)
Vojna krajina je bila vojno-upravna jedinica u NDH.

## Povijest
Osnovana je u prvim mjesecima postojanja NDH, krajem srpnja 1941. godine. Zemljopisni položaj te jedinice bio je na području uz granicu NDH prema Srbiji i Crnoj Gori. Razlog osnivanja bila je zaštita istočne granice NDH od mogućih neprijateljskih upada na njen teritorij.
Lipanjski ustanak u istočnoj Hercegovini koji je izbio 23. lipnja i ugušen 7. srpnja (što oružanim putem, što mirovnim pregovorima s ustanicima u kojem su ustanici tražili od domobrana sigurnosna jamstva za povrat kućama), a u kojem su se ustanici pri povlačenju uzmicali prema talijanskom protektoratu Crnoj Gori, izvan nadležnosti NDH, te skori ustanak u Crnoj Gori koji je izbio 13. srpnja 1941., doveli su do te nužnosti. Kako je djelovala Nevesinska gromada, postrojba stvorena za dovođenje poredka u istočnoj Hercegovini, tako se istovremeno pripremalo zatvaranje istočne granice NDH ustrojavanjem Vojne krajine. Uspjeh pacificiranja situacije u istočnoj Hercegovini bio je ugrožen ponašanjem ustaša i domaćeg muslimanskog življa, te "došljaka, van sastava vojske" prema Srbima koje se zbilo netom nakon pacifikacije u zaleđu Nevesinske gromade. Teško ugroženi međunacionalni odnosi u ovom kraju bili su plodno tlo za nove moguće sukobe. Kraljevina Jugoslavija ostavila je uvjete za velike međunacionalne sukobe: što zbog netrpeljivosti domaćih Srba prema muslimanskom življu koje je bilo potpirivano 1918. do 1940. do najviše razine te upadi crnogorskih komita na muslimanska sela u istom vremenu. Četnička ubojstva u ovom kraju, osobito od 1918. – 1928., pri čemu žrtve nisu birane, stvorila su atmosferu krvne osvete. Pored otimačine imovine muslimana, 15. kolovoza 1939. (na Veliku Gospu) je zabilježen i napad sokolske organizacije u Nevesinju na katoličku povorku koja je pokušala proći kroz Nevesinje. Zločin pripadnika vojske Kraljevine Jugoslavije pretkraj Travanjskog rata 1941. nad dijelom hrvatskog stanovništva kraj Mostara i Čapljine te okrutna ustaška i odmazda divljih ustaša kod Čapljine samo su stvarali atmosferu nesigurnosti i vrlo izvjesnog sukoba.
Vojna krajina je ukinuta sredinom 1942. godine.

## Vojna posada
Za Vojnu krajinu je izdvojena 7. pohodna bojna iz sastava Jadranskog divizijskog područja. Zapovjedništvo kopnene vojske je zapovijedilo 1. srpnja kojom se ta bojna stavlja na raspolaganje zapovjedniku Granične brigade. Pod svojim zapovjedništvom imala je Vojna krajina ukupno pet bojna.